# Römischer Goldbergbau in Wartmannstetten
Der Römische Goldbergbau in Wartmannstetten ist der einzige in den Ostalpen bekannte römische Bergbau von Gold, der noch dazu nicht durch spätere Bergbautätigkeit zerstört wurde, womit er eines der besterhaltenen antiken Bergbaureviere ist.

## Lage
Das Bergbaurevier befindet sich im Karth, einer bewaldeten Hochfläche südöstlich von Neunkirchen zwischen Wartmannstetten und Gleißenfeld, deren höchste Erhebung der Hartberg (510 m) ist. Das Karth ist Teil der östlichsten Ausläufer der Alpen und wird im Norden vom Wiener Becken, im Osten vom Pittental, im Süden vom Hassbachtal und im Westen vom Tobelbachgraben begrenzt. Es umfasst eine Kernfläche von etwa 2,5 mal 6 Kilometer.

## Geologie
Das stark bewaldete, jedoch nur gering reliefierte Gebiet zeichnet sich durch ungewöhnliche geomorphologische Formen mit tiefen Erosionsgräben aus, die auf anthropogene Einflüsse hinweisen, und wird vom Pittental und Haßbachtal scharf begrenzt und vom Tobelbach entwässert. Sein Untergrund besteht aus Glimmerschiefer und Semmeringquarzit, dem die leicht erodierbare Deckschicht der Loipersbacher Rotlehmserie aufgelagert ist. Dieses auch als Loipersbach Formation bekanntes quartäres Sedimentpaket besteht aus einer massiven Akkumulation von Geröllen und rötlichen bis grünlichen Lehmen, die vermutlich im Zancleum abgelagert worden sind.

## Bergmännisches
Das angewandte „hydraulische Bergbauverfahren“, welches bei Plinius dem Älteren detailliert beschrieben wird, basiert auf der Ausschwemmung und Filtrierung von Seifengold, wofür große Wassermengen in Becken gesammelt und danach über darunter aufgebrachte Seife gespült wurden, wodurch das Gold mitgerissen wurde. Dieses Wasser wurde in einer Kaskade aus Heidekraut, einem besonders rauen Strauchwerk, geleitet und das Gold herausgefiltert, danach wurde das Heidekraut verbrannt und aus der Asche das Gold gewonnen. Plinius war im Jahr 73 n. Chr. procurator Augusti in der Provinz Hispania Tarraconensis, wo er dieses Verfahren in den Goldminen von Las Médulas besah.

## Bergbaugeschichte
In seinem „Mineralogischen Taschenbuch“ (1807) beschreibt Andreas Stütz einen Goldbergbau, für den Joachim Marschallch und Mitgewerke im Jahr 1531 von der Bergbehörde die Erlaubnis auf die Einrichtung einer Goldwaschanlage und zweier Gruben erhalten haben sollen. Weiters wurden im 20. Jahrhundert im Tobelbachgraben prähistorische Schlackenplätze entdeckt und hier Kupferverhüttung vermutet. Besonders Wolfgang Haider-Berky beschrieb die zahlreichen bergmännischen Tätigkeiten in der Region und verweist auf Zusammenhänge mit den Römern.

## Forschungsgeschichte
Der Heimatforscher Johann Danzer befasste sich in den 1960ern mit dem „Entweg“, einem als Römerstraße interpretierten Weg, der zu forstwirtschaftlichen Zwecken abschnittsweise immer noch instand gehalten wurde. Danzer konnten den Entweg auf eine Länge von 20 Kilometer rekonstruieren und noch zwei weitere Entwege ausfindig machen, die alle horizontal verliefen und nur auf diese Weise sämtliche Geländeunebenheiten überwanden. Über Funktion und Zweck dieses Weges konnte nur spekuliert werden, ebenso über seine zeitliche Einordnung, allerdings wurde festgestellt, dass der Entweg älter war als alle anderen Wege, die bei Kreuzungen mit dem Entweg stets über diesem verliefen. Auffallend waren Wallanlagen am Ende der Entwege, die eine militärische Nutzung nahelegten. Erst Georg Reisner identifizierte in den 2000ern die Entwege als Wasserleitungen, an deren Enden aus Wällen errichtete Wasserbecken lagen. Zudem konnte er Schleusen und Wehre nachweisen. weiterhin blieb aber die Funktion unklar, weil er Bewässerungszwecke oder Holztransport ausschloss. Letztendlich zog Reisner auch bergbauliche Tätigkeiten in Betracht. In der Region wurde der Abbau von Gold bereits 1987 von Wolfgang Haider-Berky beschrieben, jedoch nicht mit den Entwegen in Verbindung gebracht. Dies gelang dem Bauhistoriker Thomas Kühtreiber und der Montanarchäologin Brigitte Cech, die hier nach und nach ein insgesamt 70 km² großes römisches Bergbaugebiet für Gold erkannten, in dem das hydraulische Bergbauverfahren angewandt wurde.
Cech und Kühtreiber untersuchten zwischen 2018 und 2022 in einem vom Österreichischen Fonds zur Förderung der wissenschaftlichen Forschung finanziertes Projekt diesen Bergbau. Hierbei wurden die noch sichtbaren Relikte des Bergbaus wie Staubecken und Wasserleitungswege kartiert und vereinzelt mittels geophysikalischer Messungen untersucht.

## Ergebnisse
Es konnten neun Staubecken identifiziert werden, das größte mit 80 × 43 Meter, und fünf lange Wasserleitungen, wovon die von Westen aus Syhrn kommende Schwarzataler Wasserleitung eine Länge von 25 Kilometer aufwies. Das Wasser wurde über die Oberfläche der Lagerstätte geleitet, die vorher aufgelockert wurde, sodass das Wasser leichter in die Tiefe dringen und Material ausschwemmen konnte. Das Material wurde dann am unteren Ende der Lagerstätte aufgearbeitet.